# Johann Daniel Laurenz junior
Johann Daniel Laurenz (auch Laurens, * 26. Juni 1772 in Berlin; † 19. Dezember 1835 ebenda) war ein deutscher Kupferstecher, Zeichner und Maler.

## Leben und Werk
Johann Daniel Laurenz war der Sohn des gleichnamigen Zeichenlehrers (1729–1810), der in Berlin ab 1764 an der Dreifaltigkeitsschule und später bis 1788 an der Kunst- und Deutschen Schule der Königlichen Realschule zusammen mit Christian Gottfried Matthes tätig war. Johann Daniel Laurenz jun. besuchte 1780 die Zeichenklasse an der Akademie der Künste, lernte beim Vater und studierte ergänzend 1785 an der Perspektivklasse der Akademie. Anschließend ließ er sich in Berlin als Maler und Kupferstecher nieder. Er stach zahlreiche Bildnisse für die „Allgemeine Teutsche Bibliothek“ und nach eigener Vorlage die „Wachtparade der Nationalgarde zu Berlin“. Er arbeitete mit Carl Friedrich Thiele zusammen für berühmte Zeitgenossen wie Friedrich August Calau. Von 1787 bis 1832 beschickte er regelmäßig die Ausstellungen der Akademie, wo er neben Kupferstichen auch Ölbilder und Kreidezeichnungen mit Porträts, Landschaften und Tieren zeigte.